# Bass-eilanden

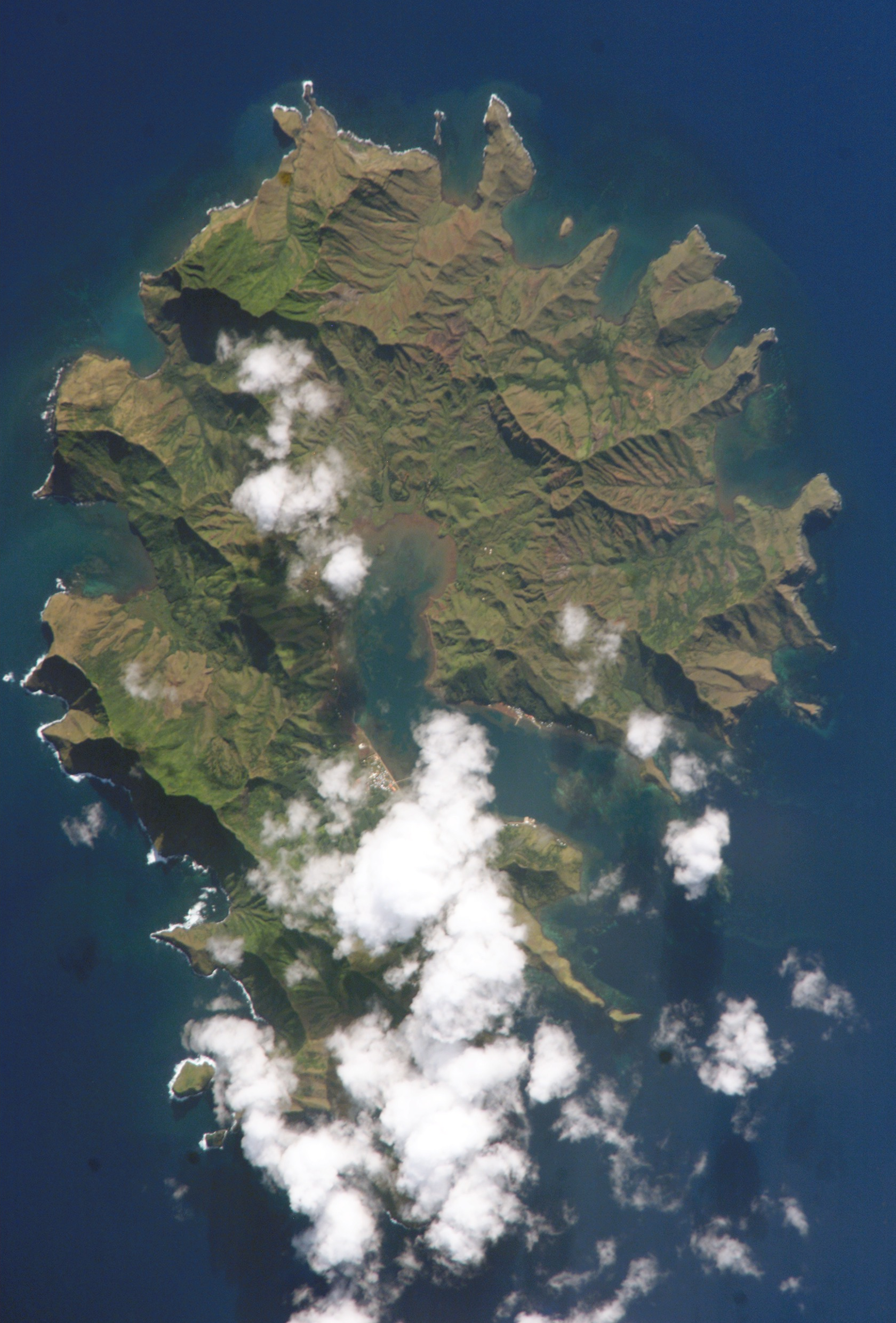
Satellietfoto van het eiland Rapa Iti.

De Bass-eilanden zijn een groep eilanden die deel uitmaakt van Frans-Polynesië. Ze worden gewoonlijk gerekend tot de eilandengroep Australeilanden. De Bass-eilanden bestaan uit de eilanden Rapa Iti en Marotiri. Het zijn de twee meest zuidelijk gelegen eilanden van Frans-Polynesië. Op geografisch gebied worden de Bass-eilanden van de Australeilanden gescheiden gehouden omdat het vulkanisme op de Bass-eilanden van veel recentere oorsprong is dan dat van de rest van de Australeilanden. Ondanks dat er op de Bass-eilanden nauwelijks vegetatie te vinden is, leven er wilde geiten en runderen in de bergen van Rapa Iti. Het hoogste punt van de eilanden is Mont Perahu dat ongeveer 650 meter hoog is. Van de twee eilanden is alleen Rapa Iti bewoond. 
Eens in de twee à drie weken komt het vrachtschip Tuhaa Pae II langs het eiland om goederen af te leveren. Dit is tevens de enige verbinding met de rest van de wereld.